# Willemspark (Amsterdam)

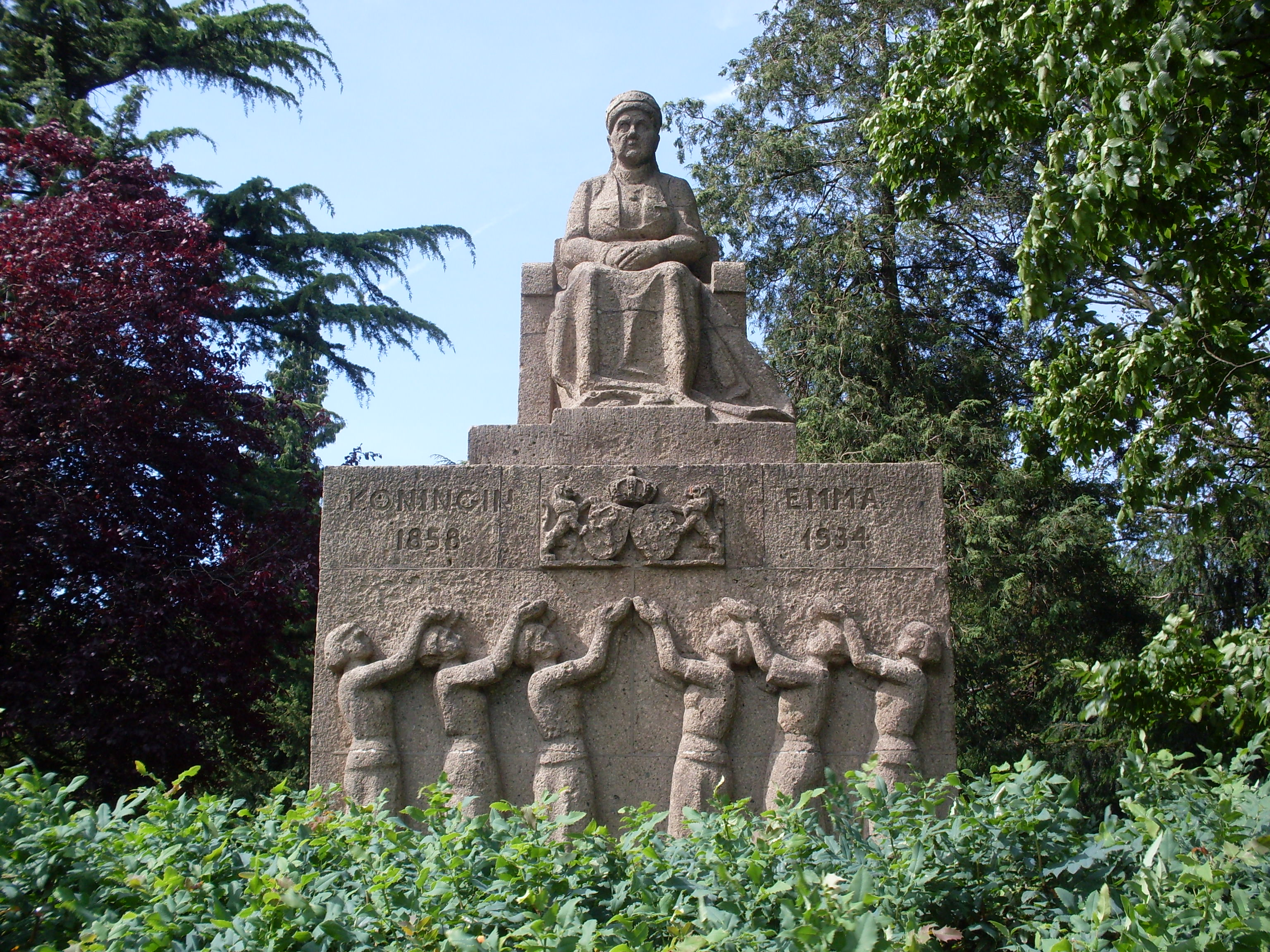
Monument Koningin Emma op het Emmaplein.

Het Willemspark (of de Willemsparkbuurt) is een wijk in Amsterdam, in het stadsdeel Zuid. De buurt had 5125 inwoners per 1 januari 2005. Op centraal stedelijk niveau wordt de buurt aangeduid als buurtcombinatie V46. De oppervlakte van het Willemspark is 70,10 hectare.
Het Willemspark wordt begrensd door: Amstelveenseweg, Vondelpark (noordgrens), dwars door het Vondelpark (van Kattenlaan richting Emmastraat), Koninginneweg, Emmastraat, Noorder Amstelkanaal, Hendrik Jacobszstraat, en de Cornelis Krusemanstraat.

## Historie
Het Willemspark werd in 1881 door J.G. van Niftrik gepland als villapark rondom vijvers die doorlopen in het Vondelpark. Pas vanaf 1902 werd de villawijk tussen Vondelpark en Koninginneweg aangelegd en vernoemd naar Koning Willem III. Beroemd is vooral de centrale zichtas van het Emmaplein.
Aan het einde van de 19de eeuw was het terrein rondom de Van Eeghenstraat, langs het Vondelpark, in handen van de N.V. De bouwonderneming Willemspark. In de bouwonderneming hadden zich een achttal (doopsgezinde) Amsterdammers verenigd, met het doel om te voorkomen dat nog meer rijke Amsterdammers naar de omgeving van Haarlem of het Gooi vertrokken. De initiatiefnemers waren o.a. oud-burgemeester C.J.A. den Tex; de voormalige president-commissaris van De Nederlandsche Bank, C.P. van Eeghen; N.J. den Tex, directeur van de KNSM; B. Heldring, directeur van de Nederlandsche Handel-Maatschappij. De vennootschap werd opgericht op 5 juli 1881 voor een periode van 25 jaar. Het doel van de vennootschap was de exploitatie van de haar in eigendom toebehorende onroerende goederen, door bebouwing, verkoop, ruiling, verhuur als anderszins.
Door overbevolking, dichte bebouwing en stinkende grachten was de binnenstad niet meer zo populair. Door goede verbindingen met trein en tram werd het buitenwonen aan het einde van de 19de eeuw erg geliefd. De nieuw aan te leggen wijk zou een deftige woonbuurt moeten worden met statige huizen, een eigen park en brede straten. Het bedoelde terrein, toen 25 ha groot, was gelegen aan de grens van de gemeente Nieuwer-Amstel en strekte zich uit richting Amstelveenseweg.
In 1892 verleende de gemeente Nieuwer-Amstel een concessie voor de bouw van huizen aan de Van Eeghenstraat. In 1893 werd de paardentramlijn naar de P.C. Hooftstraat over de Willemsparkweg doorgetrokken. In 1903 werd dit na elektrificatie tramlijn 2, die hier nog steeds rijdt.
Het oorspronkelijke ontwerp voor de Willemsparkbuurt, een strak stratenpatroon, is in de Van Eeghenstraat aangepast: de straat kreeg alsnog een lichte kromming. Halverwege de straat kwam een imposante toegang tot het Vondelpark, toen uitsluitend toegankelijk voor leden en aanliggende bewoners. In 1893 werd fietsen in het Vondelpark toegestaan, na veel discussie, alleen in de ochtenduren.
Naar het Willemspark werd het in 1915 geopende Station Willemspark aan de Amstelveenseweg 264 genoemd, eindpunt van de Haarlemmermeerspoorlijnen. In 1933 werd de naam veranderd in Haarlemmermeerstation.